# بينج أن للتأمين
شركة بينج أن للتأمين هي شركة قابضة صينية تتعامل شركاتها الفرعية بشكل أساسي مع التأمين والخدمات المصرفية والخدمات المالية. تأسست الشركة في عام 1988 ومقرها في شنتشن. تعني كلمة «بينج أن» حرفياً «السلامة والأمان».
احتلت المرتبة السابعة في قائمة فوربس جلوبال 2000 و 29 في قائمة فورتشن جلوبال 500.
تعتبر الشركة أكبر شركة تأمين في الصين، حيث بلغ إجمالي دخل الأقساط 107 مليارات دولار أمريكي في عام 2018. تبلغ القيمة السوقية للشركة 220 مليار دولار أمريكي في يوليو 2019، مما يجعلها أكبر شركة تأمين في العالم باستثناء بيركشاير هاثاواي.
و هي واحدة من أكبر 50 شركة في بورصة شنغهاي. وهو أيضًا سهم مكون من مؤشر هانج ينج، وهو مؤشر لأهم 50 شركة في بورصة هونغ كونغ. كما تم تضمينها في مؤشرات الأسهم عموم الصين CSI 300 Index و FTSE China A50 Index و Hang Seng China 50 Index .
تم اختيارها لمؤشر داو جونز للأسواق الناشئة (DJSI) لعام 2019. كانت أول شركة تأمين من الصين القارية يتم اختيارها على المؤشر. بينج أن هي أحد الموقعين على مبادئ الاستثمار المسؤول التي تدعمها الأمم المتحدة، وكانت أول مالك أصول في البر الرئيسي للصين ينضم.
تصنف باستمرار على أنها أفضل علامة تجارية عالمية للتأمين، واعتبارًا من عام 2018، كانت ثالث أكبر علامة تجارية مالية عالمية قيمة في العالم.

## روابط خارجية
- موقع الشركة على الإنترنت 1 باللغة الصينية
- مبنى جديد قيد الإنشاء جاهز في عام 2016
- موقع الشركة على الإنترنت 2
- موقع إخباري حول ترقية أنظمة Ping An